# سیارک ۷۱۰۵
سیارک ۷۱۰۵ (به انگلیسی: 7105 Yousyozan، نامگذاری:1977DB1) هفت هزار و صد و پنجمین سیارک کشف شده‌است که در ۱۸ فوریه ۱۹۷۷ کشف شد.
قدر مطلق سیارک برابر ۱۴٫۷۰ است.